# A Császári és Királyi Hadsereg hadosztályai 1914-ben
Ebben a listában az Császári és Királyi Hadsereg 1914. július 28-i béke hadrendjében szereplő hadosztályai, illetve dandárjai kerülnek feltüntetésre.

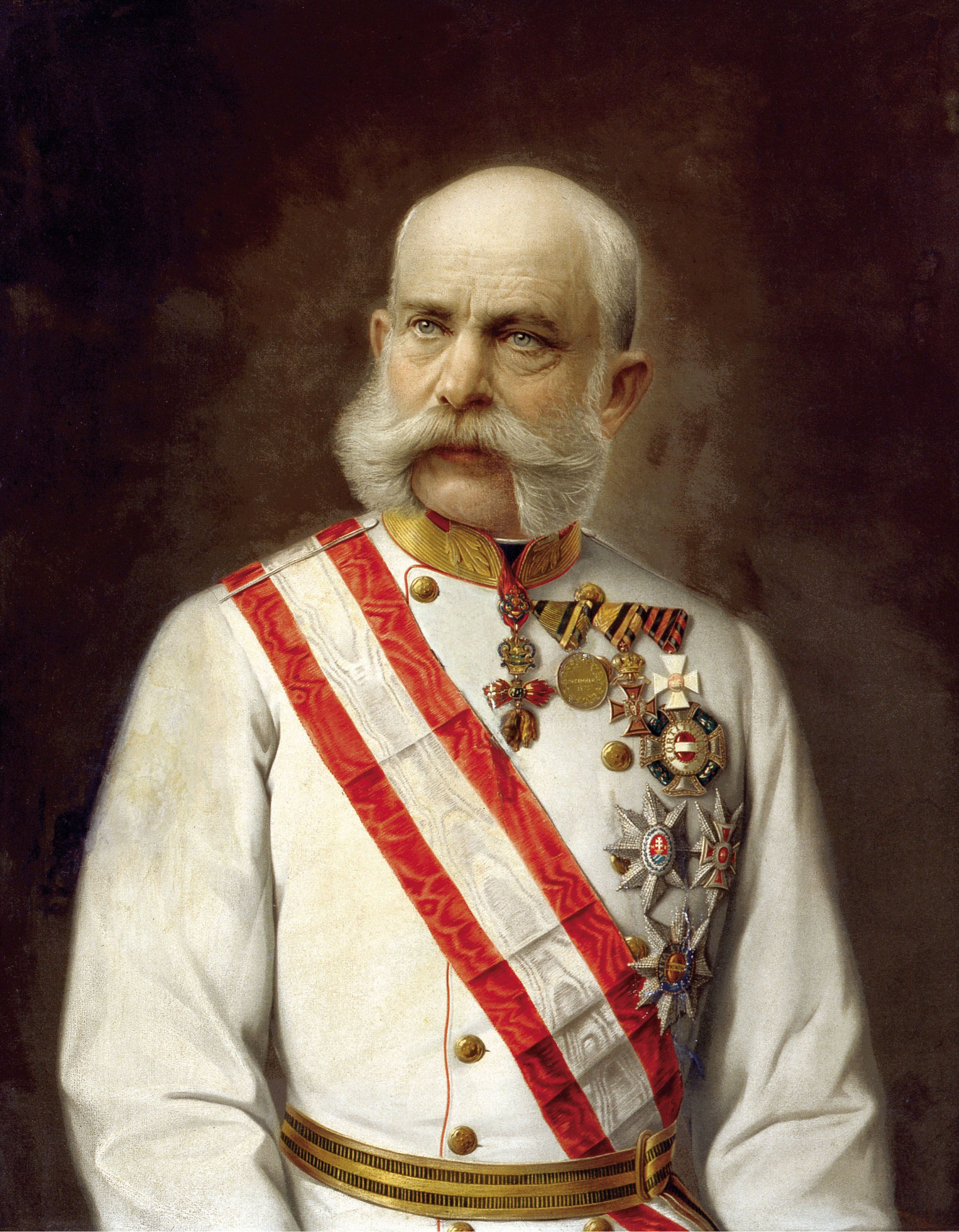
I. Ferenc József osztrák császár és magyar király 1910-es portréja

A helyőrségek megnevezése az akkor tájt használatos, illetve magyar megfelelőiként vannak feltüntetve.
1914 júliusában az Osztrák–Magyar Monarchia szárazföldi haderejének békelétszámába 450.000 ember tartozott, hadiállományát 1,8 millió ember alkotta, annak 30%-át Magyarország állította ki.

## Békehadrend 1914 júliusában

### Gyaloghadosztályok
A Hadsereg fő erejét a közös „Császári és Királyi Hadsereg” (németül: kaiserlich und königliche (k.u.k.) Armee) adta, amit az osztrák k.k. Landwehr és a Magyar Királyi Honvédség egészített ki. A Honvédség és a Landwehr ezredei három zászlóaljból, a közös hadsereg ezredei pedig négy zászlóaljból álltak. Összességében 49 gyaloghadosztály létezett. Az Osztrák Császári Honvédséghez tartozott a 13. 21. 22. 26. illetve 43-46 közötti hadosztály, a Magyar Királyi Honvédséghez tartozott 20. 23. illetve a 37-42 közötti hadosztály. Tehát ezen hadosztályok hiányoznak a felsorolásból.
| I. | II. | III. |
| --- | --- | --- |
| - 1. Gyaloghadosztály – Szarajevó – XV. Hadtest Parancsnok: Stephan Bogat von Kostanjevac altábornagy Vezérkari Főnök: Egon Freiherr von Bolfras őrnagy A 10. Hegyi Tüzérezred, illetve a 11. Hegyi Tüzérezred ágyús tüzérosztálya és ágyús tüzérütege 7. Hegyidandár – Višegrad Parancsnok: Otto Sertič Ezredes (a 46. Gyalogezred parancsnoka) 5. Gyalogezred 1. zászlóalja, 25. Gyalogezred 1. zászlóalja, 34. Gyalogezred 1. zászlóalja, 66. Gyalogezred 1. zászlóalja, 85. Gyalogezred 1. zászlóalja, 86. Gyalogezred 1. zászlóalja 8. Hegyidandár – Foča Parancsnok: Generalmajor Felix Andrian vezérőrnagy 24. Gyalogezred 1. zászlóalja, 35. Gyalogezred 1. zászlóalja, 53. Gyalogezred 1. zászlóalja, 58. Gyalogezred 1. zászlóalja 9. Hegyidandár – Szarajevó Parancsnok: Joseph Hrozny Edler von Bojemil ezredes 12. Gyalogezred 1. zászlóalja, 49. Gyalogezred 1. zászlóalja, 74. Gyalogezred 1. zászlóalja, 84. Gyalogezred 1. zászlóalja | - 2. Gyaloghadosztály – Jaroslau – X. Hadtest Parancsnok: Anton Lipošćak altábornagy Vezérkari Főnök: Hubert Ginzel őrnagy 29. Tábori Tüzérezred, 30. Tábori Tüzérezred 3. Gyalogdandár – Rzeszów Parancsnok: Eugen Pöschmann vezérőrnagy 40. Gyalogezred 4. Gyalogdandár – Jaroslau Parancsnok: Heinrich Trichtel ezredes (a 100. Gyalogezred parancsnoka) 89. Gyalogezred, 90. Gyalogezred három zászlóalja | - 3. Gyaloghadosztály – Linz – XIV. Hadtest Parancsnok: Josef Roth altábornagy Vezérkari Főnök: Franz Podhajský őrnagy 40. Tábori Tüzérezred, 42. Tábori Tüzérezred 5. Gyalogdandár – Innsbruck Parancsnok: Joseph Schneider Edler von Manns-Au vezérőrnagy 28. Gyalogezred 3. zászlóalja, 59. Gyalogezred, 12. Vadász Zászlóalj 6. Gyalogdandár – Salzburg Parancsnok: Franz Ritter von Ržiha vezérőrnagy 14.Gyalogezred, 75. Gyalogezred három zászlóalja, 4. és 30. Vadász Zászlóalj, 2. Műszaki Zászlóalj |

| I. | II. | III. |
| --- | --- | --- |
| - 4. Gyaloghadosztály – Brünn – II. Hadtest Parancsnok: Rudolf Stöger-Steiner von Steinstätten altábornagy Vezérkari Főnök: Rásky László őrnagy 5. Tábori Tüzérezred, 2. Tábori Ágyútarackos Tüzérezred 7. Gyalogdandár – Znaim Parancsnok: Kletus Pichler vezérőrnagy 12. Gyalogezred két zászlóalja, 81. Gyalogezred három zászlóalja, 99. Gyalogezred 8. Gyalogdandár – Brünn Parancsnok: Adolf von Boog ezredes 81. Gyalogezred 1. zászlóalja, 8. Gyalogezred három zászlóalja, 49. Gyalogezred három zászlóalja | - 5. Gyaloghadosztály – Olmütz – I. Hadtest Parancsnok: Karl Scotti vezérőrnagy Vezérkari Főnök: Felix Edler von Turner őrnagy 2. Tábori Tüzérezred, 3. Tábori Tüzérezred 9. Gyalogdandár – Olmütz Parancsnok: Gustav Smekal vezérőrnagy 54. Gyalogezred, 93. Gyalogezred három zászlóalja 10. Gyalogdandár – Troppau Parancsnok: Richard Kutschera vezérőrnagy 1. Gyalogezred három zászlóalja, 13. Gyalogezred | - 6. Gyaloghadosztály – Graz – III. Hadtest Parancsnok: Karl Gelb Edler von Siegesstern altábornagy Vezérkari Főnök: Stephan Duié százados 9. Tábori Tüzérezred, 3. Tábori Ágyútarackos Tüzérezred, 3. Hegyi Tüzérezred 11. Gyalogdandár – Graz Parancsnok: Ludwig von Fabini vezérőrnagy 7. Gyalogezred – Bosznia-Hercegovina, 2. Gyalogezred, 31. Vadász Zászlóalj, 3. és 5. Műszaki Zászlóalj 12. Gyalogdandár – Klagenfurt Parancsnok: Felizian Krasel ezredes (a 99. Gyalogezred parancsnoka) 17. Gyalogezred, 5. 8. 9. 17. 19. Vadász Zászlóalj, 4. Utász Zászlóalja |

| I. | II. | III. |
| --- | --- | --- |
| - 7. Gyaloghadosztály – Eszék – XIII. Hadtest Parancsnok: Kasimir von Lütgendorf altábornagy Vezérkari Főnök: Branko Staié őrnagy 38. Tábori Tüzérezred, 39. Tábori Tüzérezred 13. Gyalogdandár – Eszék Parancsnok: Carl Stracker vezérőrnagy 52. Gyalogezred két zászlóalja, 78. Gyalogezred, 13. Utász Zászlóalj 14. Gyalogdandár – Zimony Parancsnok: Emil Baumgartner ezredes (a 69. Gyalogezred parancsnoka) 38. Gyalogezred 1 zászlóalja, 68. Gyalogezred három zászlóalja, 70. Gyalogezred 1 zászlóalja, 21. Vadász Zászlóalj | - 8. Gyaloghadosztály – Bozen- XIV. Hadtest Parancsnok: Johann von Kirchbach auf Lauterbach altábornagy Vezérkari Főnök: Richard Ritter Schilhawsky von Bahnbrück százados 41. Tábori Tüzérezred, 14. Tábori Ágyútarackos Tüzérezred, 14. Nehéz Ágyútarackos Tüzérosztály, 8. és 14. Hegyi Tüzérezred 15. Gyalogdandár – Bozen Parancsnok: Theodor Stipek vezérőrnagy 2. Császárvadász Ezred, 10. és 13. Vadász Zászlóalj 16. Gyalogdandár – Bozen Parancsnok: Emil Herzberg vezérőrnagy 1. 14. 16. 18. 22. Vadász Zászlóalj, 1. Műszaki Század 96. Gyalogdandár – Rovereto Parancsnok: Richard Meyer vezérőrnagy 3. Császárvadász Ezred három zászlóalja, 8. és 9. Utász Zászlóalj 121. Gyalogdandár – Trient Parancsnok: Adolf Brunswik von Korompa ezredes (a 73. Gyalogezred parancsnoka) 4. Császárvadász Ezred 1. és 3. zászlóalja, 27. Vadász Zászlóalj, 14. Utász Zászlóalj 122. Gyalogdandár – Bruneck Parancsnok: Ludwig Goiginger vezérőrnagy 36. Gyalogezred három zászlóalja (későbbi nagy számú dezertálások miatt feloszlatva), 2. és 6. Vadász Zászlóalj | - 9. Gyaloghadosztály – Prága – VIII. Hadtest Parancsnok: Viktor von Scheuchenstuel altábornagy Vezérkari Főnök: Hugo Freiherr von Pitreich alezredes 23. Tábori Tüzérezred, 8. Tábori Ágyútarackos Tüzérezred 17. Gyalogdandár – Prága Parancsnok: Franz Daniel vezérőrnagy 91. Gyalogezred három zászlóalja, 102. Gyalogezred három zászlóalja 18. Gyalogdandár – Prága Parancsnok: Josef Mayrhofer von Grünbühel ezredes (a 89. Gyalogezred parancsnoka) 28. Gyalogezred 1. zászlóalja, 73. Gyalogezred három zászlóalja |

| I. | II. | III. |
| --- | --- | --- |
| - 10. Gyaloghadosztály – Josephstadt – IX. Hadtest Parancsnok: Theodor Hordt altábornagy Vezérkari Főnök: Rudolf Brougier százados 25. Tábori Tüzérezred, 27. Tábori Tüzérezred (a 9. Tábori Ágyútarackos Tüzérezreddel kiegészítve) 19. Gyalogdandár – Josephstadt Parancsnok: Artur Iwański von Iwanina ezredes (a 83. Gyalogezred parancsnoka) 36. Gyalogezred 1. zászlóalja , 98. Gyalogezred három zászlóalja 20. Gyalogdandár – Königgrätz Parancsnok: Hugo Reymann vezérőrnagy 18. Gyalogezred három zászlóalja, 21. Gyalogezred három zászlóalja | - 11. Gyaloghadosztály – Lemberg – XI. Hadtest Parancsnok: Pokorny Alajos altábornagy Vezérkari Főnök: Hugo Freiherr Senarclens de Graney őrnagy 32. Tábori Tüzérezred, 11. Tábori Ágyútarackos Tüzérezred 21. Gyalogdandár – Lemberg Parancsnok: Milan Grubić vezérőrnagy 15. Gyalogezred, 55. Gyalogezred, 11. Utász Zászlóalj 22. Gyalogdandár – Lemberg Parancsnok: Alexander Ritter Wasserthal von Zuccari ezredes 58. Gyalogezred három zászlóalja, 95. Gyalogezred, 32. Vadász Zászlóalj | - 12. Gyaloghadosztály – Krakkó – I. Hadtest Parancsnok: Paul Kestřanek altábornagy Vezérkari Főnök: Wilhelm Edler von Droffa százados 1. Tábori Tüzérezred, 1. Tábori Ágyútarackos Tüzérezred, 1. Nehéz Ágyútarackos Tüzérosztály 23. Gyalogdandár – Krakkó Parancsnok: Miécislaus Edler von Zaleski vezérőrnagy 3. Gyalogezred két zászlóalja, 56. Gyalogezred három zászlóalja 24. Gyalogdandár – Tarnów Parancsnok: Godwin von Lilienhoff-Adelstein vezérőrnagy 20. Gyalogezred három zászlóalja, 57. Gyalogezred három zászlóalja |

| I. | II. | III. |
| --- | --- | --- |
| - 14. Gyaloghadosztály – Pozsony- V. Hadtest Parancsnok: Hugo Martiny von Malastów altábornagy Vezérkari Főnök: Ludwig Tlaskal Edler von Hochwall alezredes 13. Tábori Tüzérezred, 14. Tábori Tüzérezred, 5. Tábori Ágyútarackos Tüzérezred 27. Gyalogdandár – Pozsony Parancsnok: Georg Schariczer von Rény vezérőrnagy 71. Gyalogezred, 72. Gyalogezred három zászlóalja 28. Gyalogdandár – Sopron Parancsnok: Rudolf Ritter von Willerding vezérőrnagy 48. Gyalogezred három zászlóalja, 76. Gyalogezred három zászlóalja | - 15. Gyaloghadosztály – Miskolc – VI. Hadtest Parancsnok: Friedrich Freiherr Wodniansky von Wildenfeld altábornagy Vezérkari Főnök: gróf Alexander Christalnigg von und zu Gillitzstein őrnagy 17. Tábori Tüzérezred, 18. Tábori Tüzérezred 29. Gyalogdandár – Ungvár Parancsnok: Carl von Bardolff ezredes 5. Gyalogezred három zászlóalja, 66. Gyalogezred három zászlóalja 30. Gyalogdandár – Miskolc Parancsnok: Joseph Mark ezredes (a 26. Gyalogezred parancsnoka) 60. Gyalogezred három zászlóalja, 65. Gyalogezred | - 16. Gyaloghadosztály – Nagyszeben – XII. Hadtest Parancsnok: Franz Paukert altábornagy Vezérkari Főnök: Theodor Lassy főhadnagy 36. Tábori Tüzérezred, 12. Tábori Ágyútarackos Tüzérezred, 12. Nehéz Ágyútarackos Tüzérosztály 31. Gyalogdandár – Brassó Parancsnok: Ernst Dieterich von Nordgothen ezredes 2. Gyalogezred, 82. Gyalogezred 1. zászlóalja 32. Gyalogdandár – Nagyszeben Parancsnok: Anton Goldbach ezredes 31. Gyalogezred három zászlóalja, 64. Gyalogezred három zászlóalja |

| I. | II. | III. |
| --- | --- | --- |
| - 17. Gyaloghadosztály – Nagyvárad – VII. Hadtest Parancsnok: Johann Ritter von Henriquez altábornagy Vezérkari Főnök: Say Viktor százados 19. Tábori Tüzérezred, 7. Tábori Ágyútarackos Tüzérezred 33. Gyalogdandár : Nagyvárad Parancsnok: Alexander Barbini vezérőrnagy 37. Gyalogezred 1. zászlóalja, 39. Gyalogezred 1. zászlóalja, 101. Gyalogezred három zászlóalja 34. Gyalogdandár – Arad Parancsnok: Franz Resch vezérőrnagy 33. Gyalogezred három zászlóalja, 46. Gyalogezred három zászlóalja, 7. Műszaki Zászlóalj | - 18. Gyaloghadosztály – Mostar- XVI. Hadtest Parancsnok: Ignaz Trollmann altábornagy Vezérkari Főnök: Robert Ryctrmoc őrnagy 3. Hegyi Tüzérezred 7. Hegyi Tüzérezred 1. Hegyi Dandár – Mostar Parancsnok: Guido Novak von Arienti ezredes 1. Gyalogezred 1. zászlóalja, 4. Gyalogezred 1. zászlóalja, 51. Gyalogezred 1. zászlóalja, 63. Gyalogezred 1. zászlóalja, 102. Gyalogezred 1. zászlóalja, 1. Ulánus Század 2. Hegyi Dandár – Trebinje Parancsnok: Theodor Gabriel vezérőrnagy 8. Gyalogezred 1. zászlóalja, 64. Gyalogezred 1. zászlóalja, 70. Gyalogezred 1. zászlóalja, 76. Gyalogezred 1. zászlóalja, 101. Gyalogezred 1. zászlóalja, 1. Utász Század 3. Hegyi Dandár – Nevesinje Parancsnok: Heinrich Pongráz de Szent-Miklós et Óvár vezérőrnagy 18. Gyalogezred 1. zászlóalja, 30. Gyalogezred 1. zászlóalja, 42. Gyalogezred 1. zászlóalja, 46. Gyalogezred 1. zászlóalja, 80. Gyalogezred 1. zászlóalja 6. Hegyi Dandár – Bileća Parancsnok: Heinrich Goiginger vezérőrnagy 6. Gyalogezred 1. zászlóalja, 37. Gyalogezred 1. zászlóalja, 38. Gyalogezred 1. zászlóalja, 50. Gyalogezred 1. zászlóalja, 81. Gyalogezred 1. zászlóalja 13. Hegyi Dandár – Mostar Parancsnok: gróf Anton Graf Berchtold, Freiherr von und zu Ungerschütz, Frätting und Püllütz ezredes (a 88. Gyalogezred parancsnoka) 22. Gyalogezred három zászlóalja, 4. Bosznia-hercegovinai Gyalogezred 1. zászlóalja | - 19. Gyaloghadosztály – Pilsen – VIII. Hadtest Parancsnok: Karl von Lukas altábornagy Vezérkari Főnök: Karl Olleschik Edler von Elbheim őrnagy 22. Tábori Tüzérezred, 24. Tábori Tüzérezred 37. Gyalogdandár – Pilsen Parancsnok: Ernst Kletter vezérőrnagy 11. Gyalogezred, 35. Gyalogezred három zászlóalja 38. Gyalogdandár – Budweis Parancsnok: Heinrich Teisinger vezérőrnagy 75. Gyalogezred 1. zászlóalja, 88. Gyalogezred |

| I. | II. | III. |
| --- | --- | --- |
| - 24. Gyaloghadosztály – Przemyśl – X. Korps Parancsnok: Andreas Pitlik von Rudan und Poria altábornagy Vezérkari Főnök: Theodor Kolbenheyer százados 28. Tábori Tüzérezred, 10. Tábori Ágyútarackos Tüzérezred, 10. Nehéz Ágyútarackos Tüzérosztály 47. Gyalogdandár – Przemysl Parancsnok: Felix Ritter Unschuld von Melasfeld (a 71. Gyalogezred parancsnoka) 9. Gyalogezred, 45. Gyalogezred három zászlóalja, 10. Utász Zászlóalj 48. Gyalogdandár – Przemysl Parancsnok: Walter Ritter Schreitter von Schwarzenfeld ezredes (a 11. Gyalogezred parancsnoka) 10. Gyalogezred három zászlóalja, 77. Gyalogezred három zászlóalja, 10. Műszaki Zászlóalj | - 25. Gyaloghadosztály – Bécs – II. Hadtest Parancsnok: Ferdinánd Péter főherceg altábornagy Vezérkari Főnök: Wolfgang Heller főhadnagy 4. Tábori Tüzérezred, 2. Nehéz Ágyútarackos Tüzérosztály 49. Gyalogdandár – Bécs Parancsnok: Robert Edler von Langer vezérőrnagy 84. Gyalogezred három zászlóalja, 1. Bosznia-hercegovinai Gyalogezred három zászlóalja, 25. Vadász Zászlóalj, 8. és 9. Műszaki Zászlóalj, Hidász Zászlóalj 50. Gyalogdandár – Bécs Parancsnok: Ferdinand Kosak vezérőrnagy 4. Gyalogezred három zászlóalja, 44. Gyalogezred három zászlóalja, 1. Bosznia-hercegovinai Vadász Zászlóalj, 2. Utász Zászlóalj | - 27. Gyaloghadosztály – Kassa – VI. Hadtest Parancsnok: Friedrich Gerstenberger von Reichsegg und Gerstberg altábornagy Vezérkari Főnök: Ernst Edler von Malyevacz százados 16. Tábori Tüzérezred, 6. Tábori Ágyútarackos Tüzérezred, 6. Nehéz Ágyútarackos Tüzérosztály 53. Gyalogdandár – Kassa Parancsnok: Adolf Urbarz vezérőrnagy 25. Gyalogezred három zászlóalja, 34. Gyalogezred három zászlóalja 54. Gyalogdandár – Eperjes Parancsnok: Adolf Sterz Edler von Ponteguerra (a 4. Gyalogezred parancsnoka) 67. Gyalogezred 1. zászlóalja, 85. Gyalogezred három zászlóalja |

| I. | II. | III. |
| --- | --- | --- |
| - 28. Gyaloghadosztály – Laibach – III. Hadtest Parancsnok: Rudolf Králićek altábornagy Vezérkari Főnök: Maximilian Kraus őrnagy 7. Tábori Tüzérezred, 8. Tábori Tüzérezred, 3. Nehéz Ágyútarackos Tüzérosztály 55. Gyalogdandár – Trieszt Parancsnok: Alfred Edler von Hinke vezérőrnagy 32. Gyalogezred három zászlóalja, 87. Gyalogezred, 97. Gyalogezred 1. zászlóalja, 4. Bosznia-hercegovinai Gyalogezred három zászlóalja, 24. Vadász Zászlóalj, 6. Utász Zászlóalj 56. Gyalogdandár – Görz Parancsnok: Johann Fernengel vezérőrnagy 27. Gyalogezred, 47. Gyalogezred, 11. 20. 29. Vadász Zászlóalj, 3. Utász Zászlóalj, 1. Műszaki Század 94. Gyalogdandár – Tolmein Parancsnok: Artur von Richard-Rostoczil vezérőrnagy 19. Gyalogezred három zászlóalja, 7. Vadász Zászlóalj, 3. Hegyi Tüzérezred tüzérütege | - 29. Gyaloghadosztály – Theresienstadt – IX. Hadtest Parancsnok: Alfred Graf Zedtwitz altábornagy Vezérkari Főnök: Ernst Hittl főhadnagy 26. Tábori Tüzérezred, 9. Nehéz Ágyútarackos Tüzérosztály 57. Gyalogdandár – Theresienstadt Parancsnok: Joseph Schön vezérőrnagy 42. Gyalogezred három zászlóalja, 92. Gyalogezred három zászlóalja 58. Gyalogdandár – Reichenberg Parancsnok: Josef Peleschensky vezérőrnagy 74. Gyalogezred három zászlóalja, 94. Gyalogezred | - 30. Gyaloghadosztály – Lemberg – XI. Hadtest Parancsnok: Julius Kaiser altábornagy Vezérkari Főnök: Josef Dobretzberger őrnagy 51. Tábori Tüzérezred, 33. Tábori Tüzérezred, 11. Nehéz Ágyútarackos Tüzérosztály 59. Gyalogdandár – Czernowitz Parancsnok: Ernst Horsetzky Edler von Hornthal vezérőrnagy 24. Gyalogezred három zászlóalja, 41. Gyalogezred 60. Gyalogdandár – Lemberg Parancsnok: Oswald Kunesch vezérőrnagy 30. Gyalogezred három zászlóalja, 80. Gyalogezred három zászlóalja |

| I. | II. | III. |
| --- | --- | --- |
| - 31. Gyaloghadosztály – Budapest – IV. Hadtest Parancsnok: József Főherceg altábornagy Vezérkari Főnök: Gustav von Iszkowski őrnagy 10. Tábori Tüzérezred, 11. Tábori Tüzérezred 61. Gyalogdandár – Budapest Parancsnok: Aurel le Beau vezérőrnagy 32. Gyalogezred 1. zászlóalja, 52. Gyalogezred 1. zászlóalja, 69. Gyalogezred három zászlóalja 62. Gyalogdandár – Budapest Parancsnok: gyarmati Dáni Balázs vezérőrnagy 68. Gyalogezred 1. zászlóalja, 3. Bosznia-hercegovinai Gyalogezred 1. zászlóalja, 4. Gyalogezred 1. zászlóalja | - 32. Gyaloghadosztály – Budapest – IV. Hadtest Parancsnok: Andreas Fail-Griessler altábornagy Vezérkari Főnök: Josef Gaksch főhadnagy 11. Tábori Tüzérezred, 4. Tábori Ágyútarackos Tüzérezred, 4. Nehéz Ágyútarackos Tüzérosztály 63. Gyalogdandár – Budapest Parancsnok: Podhoránszky Jenő vezérőrnagy 23. Gyalogezred, 38. Gyalogezred 1. zászlóalja, 72. Gyalogezred két zászlóalja 64. Gyalogdandár – Budapest Parancsnok: Mallász Gusztáv vezérőrnagy 6. Gyalogezred három zászlóalja, 86. Gyalogezred három zászlóalja | - 33. Gyaloghadosztály – Komárom – V. Hadtest Parancsnok: Karl Edler von Rebracha altábornagy Vezérkari Főnök: Heinrich Wambera százados 15. Tábori Tüzérezred, 4. Nehéz Ágyútarackos Tüzérosztály 65. Gyalogdandár :Győr Parancsnok: Konrad von Essler vezérőrnagy 19. Gyalogezred 1. zászlóalja, 26. Gyalogezred 66. Gyalogdandár – Komárom Parancsnok: 64 Joseph Lieb ezredes (a 64. Gyalogezred parancsnoka) 12. Gyalogezred 1. zászlóalja, 83. Gyalogezred, 5. Utász Zászlóalj |

| I. | II. | III. |
| --- | --- | --- |
| - 34. Gyaloghadosztály – Temesvár – VII. Hadtest Parancsnok: Joseph Ritter Krautwald von Annau] altábornagy Vezérkari Főnök: Karl von Möller őrnagy 20. Tábori Tüzérezred, 21. Tábori Tüzérezred, 7. Nehéz Ágyútarackos Tüzérosztály 67. Gyalogdandár – Temesvár Parancsnok: Wilhelm von Lauingen vezérőrnagy 29. Gyalogezred 1. zászlóalja, 63. Gyalogezred három zászlóalja, 96. Gyalogezred három zászlóalja 68. Gyalogdandár – Fehértemplom Parancsnok: Ludwig Edler von Rössler vezérőrnagy 43. Gyalogezred, 23. és 28. Vadász Zászlóalj | - 35. Gyaloghadosztály – Kolozsvár – XII. Hadtest Parancsnok: Viktor Njegovan altábornagy Vezérkari Főnök: Franz Freiherr Abele von und zu Lilienthal őrnagy 34. Tábori Tüzérezred, 35. Tábori Tüzérezred 69. Gyalogdandár – Gyulafehérvár Parancsnok: Franz Hauninger vezérőrnagy 50. Gyalogezred három zászlóalja, 51. Gyalogezred három zászlóalja, 12. Utász Zászlóalj 70. Gyalogdandár – Kolozsvár Parancsnok: Wenzel Bauriedl vezérőrnagy 62. Gyalogezred három zászlóalja, 63. Gyalogezred három zászlóalja | - 36. Gyaloghadosztály – Zágráb – XII. Hadtest Parancsnok: Claudius von Czibulka altábornagy Vezérkari Főnök: Theodor Freiherr Gyurits von Vitesz-Sokolgrada őrnagy 37. Tábori Tüzérezred – 13. Tábori Ágyútarackos Tüzérezred, 13. Nehéz Ágyútarackos Tüzérosztály 71. Gyalogdandár – Fiume Parancsnok: Johann Graf von Salis-Seewis vezérőrnagy 37. Gyalogezred két zászlóalja, 79. Gyalogezred 72. Gyalogdandár – Zágráb Parancsnok: Heinrich Haustein von Haustenau vezérőrnagy 16. Gyalogezred 1. zászlóalja, 53. Gyalogezred három zászlóalja, 96.Gyalogezred 1. zászlóalja, 97. Gyalogezred három zászlóalja |

| I. | II. | III. |
| --- | --- | --- |
| - 47. Gyaloghadosztály – Castelnuovo – XVI. Hadtest Parancsnok: Friedrich Novak altábornagy Vezérkari Főnök: Hermann Schimanko őrnagy 13. Hegyi Tüzérezred 4. Hegyi Dandár – Raguza Parancsnok: Theodor Konopicky ezredes 52. Gyalogezred 1. zászlóalja, 69. Gyalogezred 1. zászlóalja, Osztrák Császári 3. Gyalogezred 1. zászlóalja 5. Hegyi Dandár – Spalato Parancsnok: Maximilian Nöhring ezredes (a 34. Gyalogezred parancsnoka) 22. Gyalogezred 1. zászlóalja, 31. Gyalogezred 1. zászlóalja, Osztrák Császári 23. Gyalogezred 14. Hegyi Dandár – Teodo Parancsnok: Martin Verkljan ezredes (a 16. Gyalogezred parancsnoka) 33. Gyalogezred 1. zászlóalja, 61. Gyalogezred 1. zászlóalja, 72. Gyalogezred 1. zászlóalja, 91. Gyalogezred 1. zászlóalja, 98. Gyalogezred 1. zászlóalja, 1. Utász Század | - 48. Gyaloghadosztály – Szarajevó – XV. Hadtest Parancsnok: Johann Ritter Eisler von Eisenhort altábornagy Vezérkari Főnök: Franz Ritter Hussarek von Heinlein főhadnagy 6. 10. 12. Hegyi Tüzérezred 10. Hegyi Dandár – Szarajevó Parancsnok: Karl Schmarda von Gradac ezredes (az Osztrák Császári 28. Gyalogezred parancsnoka) 48. Gyalogezred 1. zászlóalja, 62. Gyalogezred 1. zászlóalja, 90. Gyalogezred 1. zászlóalja, 92. Gyalogezred 1. zászlóalja, 1. Bosznia-hercegovinai Gyalogezred 1. zászlóalja, 7. Utász Zászlóalj, 1. Ulánus Század 11. Hegyi Dandár – Tuzla Parancsnok: Marcell Lawrowski ezredes (a 77. Gyalogezred parancsnoka) 10. Gyalogezred 1. zászlóalja, 20. Gyalogezred 1. zászlóalja, 21. Gyalogezred 1. zászlóalja, 60. Gyalogezred 1. zászlóalja, 77. Gyalogezred 1. zászlóalja, 3. Bosznia-hercegovinai Gyalogezred 1 zászlóalja, 1. Huszár Század 12. Hegyi Dandár – Banja Luka Parancsnok: Franz Kalser Edler von Maasfeld vezérőrnagy 3. Gyalogezred 1. zászlóalja, 45. Gyalogezred 1. zászlóalja, 57. Gyalogezred 1. zászlóalja, 93. Gyalogezred 1. zászlóalja, 100. Gyalogezred 1. zászlóalja, 2. Bosznia-hercegovinai Gyalogezred 1. zászlóalja, | - 49. Gyaloghadosztály – Bécs – II. Hadtest Parancsnok: Karl Křitek altábornagy Vezérkari Főnök: Viktor Kliemann főhadnagy 6. Tábori Tüzérezred 97. Gyalogdandár – Bécs Parancsnok: Alfred Edler von Schenk vezérőrnagy 67. Gyalogezred három zászlóalja, 82. Gyalogezred három zászlóalja 98. Gyalogdandár – Bécs Parancsnok: Artur Edler von Mecenseffy vezérőrnagy 16. Gyalogezred három zászlóalja, 29. Gyalogezred három zászlóalja, 39. Gyalogezred három zászlóalja |

| I. | II. | III. |
| -- | --- | ---- |
|    |     |      |

### Lovassági Hadosztályok
| I. | II. | III. |
| --- | --- | --- |
| - 1. Lovassági Hadosztály – Temesvár – VI. – VII. – XII. Hadtest Parancsnok: Artur Freiherr Peteani von Steinberg vezérőrnagy Vezérkari Főnök: gróf kisjókai és köpösdi Takács-Tolvany József őrnagy 6. és 7. Lóvontatású Tüzérosztály 6. Lovasdandár – Miskolc Parancsnok: báró Sámuel Apór de Al-Tórja vezérőrnagy Császári és Királyi 14. Kolossváry Dezső Huszárezred – Császári és Királyi 15. Ferenc Szalvátor Huszárezred (VI. Hadtest) 7. Lovasdandár – Temesvár Parancsnok: Johann Schilling vezérőrnagy Császári és Királyi 7. II. Vilmos német császár Huszárezred – Császári és Királyi 12. Nádor Huszárezred (VI. Hadtest) 12. Lovasdandár – Nagyszeben Parancsnok: Johann Ostermuth vezérőrnagy Császári és Királyi 2. Frigyes Lipót porosz herceg Huszárezred – Császári és Királyi 4. Huszárezred (XII. Hadtest) | - 2. Lovassági Hadosztály – Pozsony – III. – V. Hadtest Parancsnok: Emil Ritter von Ziegler altábornagy Vezérkari Főnök: Gedeon Bolla von Csáford-Jobbaháza alezredes 5. Lóvontatású Tüzérosztály 3. Lovasdandár – Marburg – (III. Hadtest) Parancsnok: Albert Freiherr Abele von und zu Lilienberg ezredes (a 13. Dragonyos Ezred parancsnoka) Császári és Királyi 5. I. Miklós cár Dragonyos Ezred – Császári és Királyi 6. II. Vilmos király Huszárezred – Császári és Királyi 16. gróf Alexander von Üxküll-Gyllenband Huszárezred 16. Lovasdandár – Pozsony – (V. Hadtest) Parancsnok: Erich Freiherr von Diller ezredes (a 3. Ulánus Ezred parancsnoka) Császári és Királyi 3. gróf Hadik András Huszárezred – Császári és Királyi 5. gróf Radetzky József Huszárezred – Császári és Királyi 5. II. Miklós orosz cár Dragonyos Ezred | - 3. Lovassági Hadosztály – Bécs – II. Hadtest Parancsnok: Adolf Ritter von Brudermann altábornagy Vezérkari Főnök: Alfred Dragoni Edler von Rabenhorst őrnagy 3. Lóvontatású Tüzérosztály 10. Lovasdandár – Bécs Parancsnok: Friedrich Freiherr von Cnobloch ezredes (a 16. Huszárezred parancsnoka) Császári és Királyi 3. III. Frigyes Ágost szász király Dragonyos Ezred – Császári és Királyi 7. Ferenc Ferdinánd főherceg Ulánus Ezred 17. Lovasdandár – Bécs Parancsnok: Stanislaus Ritter von Ursyn-Pruszyńsky vezérőrnagy Császári és Királyi 1. I. Ferenc József Huszárezred – Császári és Királyi 4. I. Ferenc József Ulánus Ezred |

| I. | II. | III. |
| --- | --- | --- |
| - 4. Lovassági Hadosztály – Lemberg – XI. Hadtest Parancsnok: Edmund Ritter von Zaremba vezérőrnagy Vezérkari Főnök: Oskar Maxon de Rövid őrnagy 11. Lóvontatású Tüzérosztály 18. Lovasdandár – Zloczów Parancsnok: Eugen Chevalier Ruiz de Roxas vezérőrnagy Császári és Királyi 9. Albert főherceg Dragonyos Ezred – Császári és Királyi 13. Böhm-Ermolli Ulánus Ezred 21. Lovasdandár – Lemberg Parancsnok: Alois Ritter Klepsch-Kloth von Roden ezredes (a 10. Huszárezred parancsnoka) Császári és Királyi 15. III. József főherceg Dragonyos Ezred – Császári és Királyi 1. von Brudermann lovag Ulánus Ezred | - 6. Lovassági Hadosztály – Jaroslau – X. Hadtest Parancsnok: Oskar Wittmann altábornagy Vezérkari Főnök: Ludwig Maxon de Rövid alezredes 10. Lóvontatású Tüzérosztály 5. Lovasdandár – Jaroslau Parancsnok: Otto Schwer Edler von Schwertenegg ezredes (a 15. Huszárezred parancsnoka) Császári és Királyi 6. IV. Ferenc Ferdinánd Mecklenburg-Schwerin nagyhercege Dragonyos Ezred – Császári és Királyi 8. gróf Montecuccoli Dragonyos Ezred 14. Lovasdandár – Rzeszów Parancsnok: Anton Leiter ezredes (a 11. Dragonyos Ezred parancsnoka) Császári és Királyi 11. Székely Határőr Huszárezred – Császári és Királyi 6. II. II. József császár Ulánus Ezred | - 7. Lovassági Hadosztály – Krakkó – I. Hadtest Parancsnok: Korda Ignác altábornagy Vezérkari Főnök: Rudolf Freiherr von Handel őrnagy 1. Lóvontatású Tüzérosztály 11. Lovasdandár – Krakkó Parancsnok: Oskar Mold Edler von Mollheim ezredes (a 7. Ulánus Ezred parancsnoka) Császári és Királyi 10. herceg Liechtenstein Dragonyos Ezred – Császári és Királyi 3. Károly főherceg Ulánus Ezred 20. Lovasdandár – Krakkó Parancsnok: Albert Ritter Le Gay von Lierfels ezredes (a 2. Ulánus Ezred parancsnoka) Császári és Királyi 12. Miklós orosz nagyherceg Dragonyos Ezred – Császári és Királyi 1. Schwarzenberg hercege Ulánus Ezred |

| I. | II. | III. |
| --- | --- | ---- |
| - 8. Lovassági Hadosztály – Stanislau – XI. Hadtest Parancsnok: Georg von Lehmann altábornagy Vezérkari Főnök: gróf Gabriel Gudenus őrnagy 6. Lóvontatású Tüzérosztály 13. Lovasdandár – Stanislau Parancsnok: Otto Berndt ezredes (a 6. Dragonyos Ezred parancsnoka) Császári és Királyi 7. gróf Lotharingia hercege Dragonyos Ezred – Császári és Királyi 8. gróf Auersperg Dragonyos Ezred 15. Lovasdandár – Tarnopol Parancsnok: Heinrich Freiherr Gablenz-Eskeles vezérőrnagy Császári és Királyi 2. Eduard von Paar Dragonyos Ezred – Császári és Királyi 11. II. Sándor orosz cár Ulánus Ezred | - 10. Lovassági Hadosztály – Budapest – IV. – XIII. Hadtest Parancsnok: Viktor Mayr altábornagy Vezérkari Főnök: Ludwig Urváry őrnagy 4. Lóvontatású Tüzérosztály 4. Lovasdandár – Budapest – IV. Hadtest Császári és Királyi 8. Tersztyánszky Károly Huszárezred – Császári és Királyi 10. Vilmos Huszárezred – Császári és Királyi 13. Jász-Kun Huszárezred 8. Lovasdandár – Zágráb – XIII. Hadtest Parancsnok: Viktor Bauer von Bauernthal ezredes (a 8. Dragonyos Ezred parancsnoka) Császári és Királyi 9. gróf Nádasdy Ferenc Huszárezred – Császári és Királyi 12. gróf Karl Georg von Huyn Ulánus Ezred |      |

### Önálló lovasdandárok
| I. | II. | III. |
| --- | --- | ---- |
| - 1. Lovasdandár – Prága Parancsnok: Maximilian Freiherr von Schnehen vezérőrnagy Császári és Királyi 4. I. Ferdinánd császár Dragonyos Ezred – XIV. Hadtest Császári és Királyi 13. Savoyai Jenő herceg Dragonyos Ezred – Császári és Királyi 14. Windisch-Grätz hercege Dragonyos Ezred – XIV. Hadtest | - 9. Lovasdandár – Pardubitz Parancsnok: Siegmund Ritter von Micewski vezérőrnagy Császári és Királyi 1. I. Ferenc császár Dragonyos Ezred – IX. Hadtest Császári és Királyi 11. Császár Dragonyos Ezred – II. Hadtest 9. Lóvontatású Tüzérosztály |      |

A 2. illetve 19. Lovasdandárt békeidőben nem állították fel.

### Tüzérség
| I. | II. | III. |
| --- | --- | --- |
| - 1. Tábori Tüzérdandár – Krakkó – I. Hadtest Parancsnok: Thaddäus Ritter Jordan-Rozwadowski von Grosse-Rozwadów vezérőrnagy 1. 2. 3. Tábori Tüzérezred 1. Lóvontatású Tüzérosztály 1. Nehéz Ágyútarackos Tüzérosztály | - 2. Tábori Tüzérdandár – Bécs – II. Hadtest Parancsnok: Eduard Ritter Jemrich von dem Bresche ezredes (13. Tábori Ágyútarackos Tüzérezred parancsnoka) 4. 5. 6. Tábori Tüzérezred 2. Tábori Ágyútarackos Tüzérezred 2. Lóvontatású Tüzérosztály 2. Nehéz Ágyútarackos Tüzérosztály | - 3. Tábori Tüzérdandár – Graz – III. Hadtest Parancsnok: Karl Kratky ezredes (12. Tábori Ágyútarackos Tüzérezred parancsnoka) 7. 8. 9. Tábori Tüzérezred 3. Nehéz Ágyútarackos Tüzérosztály |

| IV. | V. | VI. |
| --- | --- | --- |
| - 4. Tábori Tüzérdandár – Budapest – IV. Hadtest Parancsnok: Adalbert von Felix ezredes (6. Tábori Ágyútarackos Tüzérezred parancsnoka) 10. 11. 12. Tábori Tüzérezred 4. Tábori Ágyútarackos Tüzérezred 4. Lóvontatású Tüzérosztály 4. Nehéz Ágyútarackos Tüzérosztály | - 5. Tábori Tüzérdandár – Pozsony – V. Hadtest Parancsnok: Heinrich Ströhr vezérőrnagy 13. 14. 15. Tábori Tüzérezred 5. Tábori Ágyútarackos Tüzérezred 5. Lóvontatású Tüzérosztály 5. Nehéz Ágyútarackos Tüzérosztály | - 6. Tábori Tüzérdandár – Kassa – VI. Hadtest Parancsnok: Karl Niemilowicz ezredes (a 11. Tábori Tüzérezred parancsnoka) 16. 17. 18. Tábor Tüzérezred 6. Tábori Ágyútarackos Tüzérezred 6. Nehéz Ágyútarackos Tüzérosztály |

| VII. | VIII. | IX. |
| --- | --- | --- |
| - 7. Tábori Tüzérdandár – Temesvár – VII. Hadtest Parancsnok: Heinrich Marx ezredes (az 1. Tábori Ágyútarackos Tüzérezred parancsnoka) 19. 20. 21. Tábori Tüzérezred 7. Tábori Ágyútarackos Tüzérezred 7. Lóvontatású Tüzérosztály 7. Nehéz Ágyútarackos Tüzérosztály | - 8. Tábori Tüzérdandár – Prága – VIII. Hadtest Parancsnok: Rudolf Laube vezérőrnagy 22. 23. 24. Tábori Tüzérezred 8. Tábori Ágyútarackos Tüzérezred 8. Nehéz Ágyútarackos Tüzérosztály | - 9. Tábori Tüzérdandár – Leitmeritz – IV. Hadtest Parancsnok: Eduard Zanantoni vezérőrnagy 25. 26. 27. Tábori Tüzérezred 9. Tábori Ágyútarackos Tüzérezred 9. Lóvontatású Tüzérosztály 9. Nehéz Ágyútarackos Tüzérosztály |

| X. | XI. | XII. |
| --- | --- | --- |
| - 10. Tábori Tüzérdandár – Przemyśl – X. Hadtest Parancsnok: Karl Seyfert Edler von Uhlen vezérőrnagy 28. 29. 30. Tábori Tüzérezred 10. Tábori Ágyútarackos Tüzérezred 10. Lóvontatású Tüzérosztály 10. Nehéz Ágyútarackos Tüzérosztály | - 11. Tábori Tüzérdandár – Lemberg – XI. Hadtest Parancsnok: Rudolf Dietrich vezérőrnagy 31. 32. 33. Tábori Tüzérezred 11. Tábori Ágyútarackos Tüzérezred 6. Lóvontatású Tüzérosztály, 11. Lóvontatású Tüzérosztály 11. Nehéz Ágyútarackos Tüzérosztály | - 12. Tábori Tüzérdandár – Nagyszeben – XII. Hadtest Parancsnok: Konstanz Dobler von Friedburg vezérőrnagy 34. 35. 36. Tábori Tüzérezred 12. Tábori Ágyútarackos Tüzérezred 12. Nehéz Ágyútarackos Tüzérosztály |

| XIII. | XIV. | . |
| --- | --- | - |
| - 13. Tábori Tüzérdandár – Zágráb – XIII. Hadtest Parancsnok: Karl Hess ezredes (a 41. Tábori Tüzérezred parancsnoka) 37. 38. 39. Tábori Tüzérezred 13. Tábori Ágyútarackos Tüzérezred 13. Nehéz Ágyútarackos Tüzérosztály | - 14. Tábori Tüzérdandár – Linz – XIV. Hadtest Parancsnok: Edmund Edler von Sellner vezérőrnagy 40. 41. 42. Tábori Tüzérezred 14. Tábori Ágyútarackos Tüzérezred 14. Nehéz Ágyútarackos Tüzérosztály |   |

| I. | II. | III. |
| --- | --- | --- |
| - 1. Hegyi Tüzérdandár – Brixen Parancsnok: Adolf Aust ezredes (14. Tábori Tüzérezred parancsnoka) 3. Hegyi Tüzérezred – III. Hadtest 8. 14. Hegyi Tüzérezred 4 – 10. Hegyi Tüzérezred ágyútarackos tüzérosztályai | - 2. Hegyi Tüzérdandár – Szarajevó Parancsnok: Ferdinand Komm ezredes (3. Tábori Ágyútarackos Tüzérezred parancsnoka) 6. 10. 11. 12. Hegyi Tüzérezred | - 3. Hegyi Tüzérdandár – Mostar Parancsnok: Friedrich Freiherr Wucherer von Huldenfeld vezérőrnagy 4. 7. 13. Hegyi Tüzérezred Önálló Hegyi Ágyútarackos Tüzérosztály – XVI. Hadtest |

| I. | II. | III. |
| --- | --- | --- |
| - 1. Erőd Tüzérdandár – Bécs Parancsnok: Friedrich Kloiber ezredes (az 1. Erőd Tüzérezred parancsnoka) 1. Erőd Tüzérezred 6. Erőd Tüzérezred – II. Hadtest | - 2. Erőd Tüzérdandár – Krakkó Parancsnok: Franz Haam vezérőrnagy 2. Erőd Tüzérezred 3. Erőd Tüzérezred 9. Önálló Erőd Tüzérosztály – I. Hadtest | - 3. Erőd Tüzérdandár – Trient Parancsnok: Nikolaus Hölscher ezredes (a 3. Erőd Tüzérezred parancsnoka) 1. 4. 5. 6. 7. Önálló Erőd Tüzérosztály |

| I. | II. | III. |
| --- | --- | ---- |
| - 4. Erőd Tüzérdandár – Póla Parancsnok: Vinzenz Hlaváček vezérőrnagy 4. Erőd Tüzérezred 3. 8. 10. Önálló Erőd Tüzérosztály – (III. Hadtest) | - 5. Erőd Tüzérdandár – Szarajevó Parancsnok: Ferdinand Blechinger vezérőrnagy 5. Erőd Tüzérezred 2. Önálló Erőd Tüzérosztály – XV. Hadtest |      |